# Liste der Orte im Kreis Sibiu

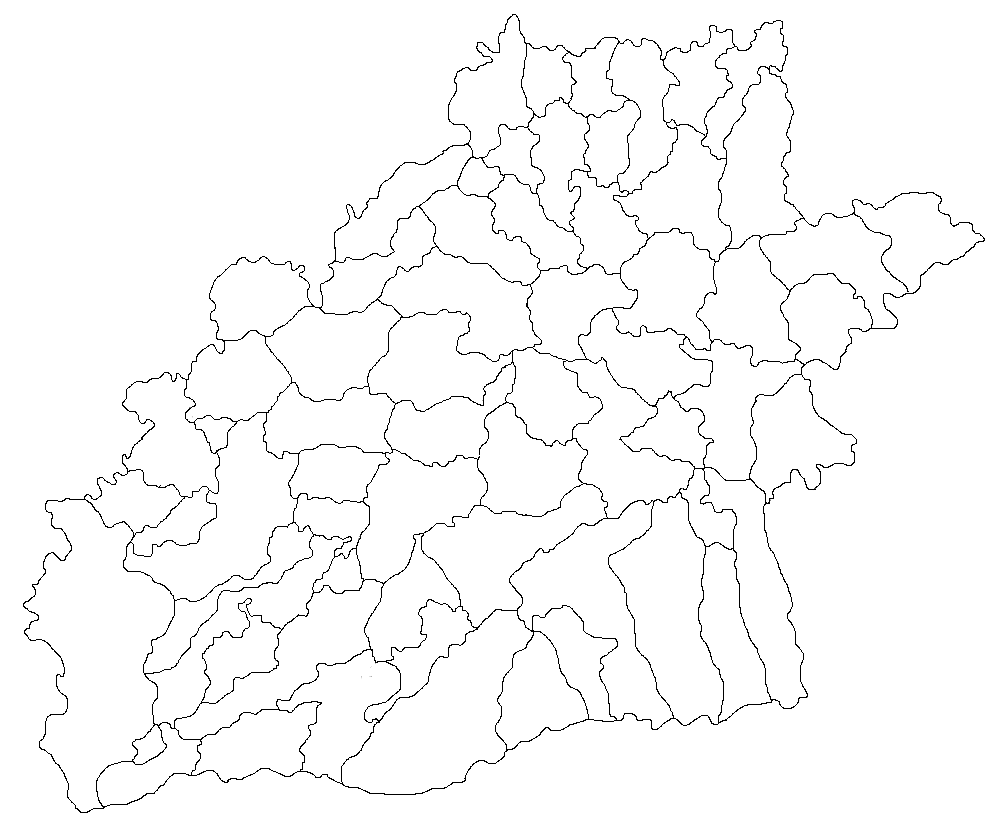
Gemeinden des Kreises Sibiu

Der Kreis Sibiu in Rumänien besteht aus offiziell 187 Ortschaften. Davon haben 11 den Status einer Stadt, 53 den einer Gemeinde. Die übrigen sind administrativ den Städten und Gemeinden zugeordnet.

## Städte
| - Agnita - Avrig - Cisnădie - Copșa Mică | - Dumbrăveni - Mediaș - Miercurea Sibiului - Ocna Sibiului | - Săliște - Sibiu - Tălmaciu |

## Gemeinden
| - Alma - Alțâna - Apoldu de Jos - Arpașu de Jos - Ațel - Axente Sever - Bazna - Bârghiș - Biertan - Blăjel - Boița - Brateiu - Brădeni - Bruiu - Chirpăr - Cârța - Cârțișoara - Cristian | - Dârlos - Gura Râului - Hoghilag - Iacobeni - Jina - Laslea - Loamneș - Ludoș - Marpod - Merghindeal - Micăsasa - Mihăileni - Moșna - Nocrich - Orlat - Păuca - Poiana Sibiului - Poplaca | - Porumbacu de Jos - Racovița - Rășinari - Râu Sadului - Roșia - Sadu - Slimnic - Șeica Mare - Șeica Mică - Șelimbăr - Șura Mare - Șura Mică - Tilișca - Târnava - Turnu Roșu - Valea Viilor - Vurpăr |

## A
| - Aciliu - Agârbiciu - Alămor - Albi | - Alma Vii - Amnaș - Apoldu de Sus | - Apoș - Armeni - Arpașu de Sus |

## B
| - Benești - Boarta - Bogatu Român | - Boian - Bradu - Broșteni | - Buia - Bungard - Buzd |

## C
| - Cașolț - Chesler - Cisnădioara - Colonia Tălmaciu | - Colonia Târnava - Colun - Copșa Mare - Cornățel | - Coveș - Crinț - Curciu |

## D
| - Daia - Dealu Frumos | - Dobârca | - Dupuș |

## E
| - Ernea |

## F
| - Fântânele | - Florești | - Fofeldea |

## G
| - Galeș - Gherdeal - Ghijasa de Jos | - Ghijasa de Sus - Giacăș | - Glâmboaca - Gusu |

## H
| - Hamba | - Hașag | - Hosman |

## I
| - Ighișu Nou | - Ighișu Vechi | - Ilimbav |

## L
| - Lazaret | - Lotrioara |

## M
| - Mag - Mălâncrav - Mândra - Mârșa | - Metiș - Mighindoala - Moardăș | - Mohu - Motiș - Movile |

## N
| - Nemșa - Netuș - Noiștat | - Nou - Nou Român | - Nou Săsesc - Nucet |

## P
| - Pădureni - Paltin - Păltiniș - Păucea | - Pelișor - Petiș - Poienița - Porumbacu de Sus | - Presaca - Prislop - Prod |

## R
| - Răvășel - Retiș - Richiș | - Roandola - Rod - Romanești | - Ruja - Rusciori - Ruși |

## S
| - Săcădate - Săcel - Sădinca - Șalcău - Sărata - Șaroș pe Târnave | - Săsăuș - Sângătin - Scoreiu - Sebeșu de Jos - Sebeșu de Sus - Sibiel | - Șmig - Șoala - Șomartin - Soroștin - Stejărișu - Ștenea |

## T
| - Tălmăcel - Țapu | - Țeline - Țichindeal | - Topârcea |

## V
| - Valchid - Vale - Valea Lungă - Văleni | - Vărd - Vecerd - Velț | - Veseud (Chirpăr) - Veseud (Slimnic) - Veștem |